# Сен-Жульєн-Бутьєр
Сен-Жульє́н-Бутьє́р (фр. Saint-Julien-Boutières) — колишній муніципалітет у Франції, у регіоні Овернь-Рона-Альпи, департамент Ардеш. Населення — 204 осіб (2011).
Муніципалітет був розташований на відстані близько 460 км на південь від Парижа, 100 км на південний захід від Ліона, 33 км на північний захід від Прива.

## Історія
До 2015 року муніципалітет перебував у складі регіону Рона-Альпи. Від 1 січня 2016 року належав до нового об'єднаного регіону Овернь-Рона-Альпи.
1 січня 2019 року Сен-Жульєн-Бутьєр і Ентр було об'єднано в новий муніципалітет Сен-Жульєн-д'Ентр.

## Демографія
Динаміка населення (INSEE ):
Розподіл населення за віком та статтю (2006):
| Стать | Всього | До 15 років | 15-24 | 25-44 | 45-64 | 65-85 | Понад 85 |
| --- | ------ | ----------- | ----- | ----- | ----- | ----- | -------- |
| Чоловіки | 104    | 8           | 16    | 32    | 20    | 20    | 8        |
| Жінки | 108    | 12          | 0     | 16    | 28    | 40    | 12       |
| \| Статево-вікова піраміда \| Статево-вікова піраміда \| Статево-вікова піраміда \| \| ----------------------- \| ----------------------- \| ----------------------- \| \| Чоловіки \| Вік \| Жінки \| \| 8 \| 85 + \| 12 \| \| 4 \| 80-84 \| 4 \| \| 4 \| 75-79 \| 4 \| \| 8 \| 70-74 \| 16 \| \| 4 \| 65-69 \| 16 \| \| 0 \| 60-64 \| 4 \| \| 12 \| 55-59 \| 0 \| \| 8 \| 50-54 \| 12 \| \| 0 \| 45-49 \| 12 \| \| 12 \| 40-44 \| 0 \| \| 4 \| 35-39 \| 12 \| \| 8 \| 30-34 \| 0 \| \| 8 \| 25-29 \| 4 \| \| 8 \| 20-24 \| 0 \| \| 8 \| 15-20 \| 0 \| \| 4 \| 10-14 \| 4 \| \| 0 \| 5-9 \| 8 \| \| 4 \| 0-4 \| 0 \| |        |             |       |       |       |       |          |
| Статево-вікова піраміда |        |             |       |       |       |       |          |
| Чоловіки | Вік    | Жінки       |       |       |       |       |          |
| 8 | 85 +   | 12          |       |       |       |       |          |
| 4 | 80-84  | 4           |       |       |       |       |          |
| 4 | 75-79  | 4           |       |       |       |       |          |
| 8 | 70-74  | 16          |       |       |       |       |          |
| 4 | 65-69  | 16          |       |       |       |       |          |
| 0 | 60-64  | 4           |       |       |       |       |          |
| 12 | 55-59  | 0           |       |       |       |       |          |
| 8 | 50-54  | 12          |       |       |       |       |          |
| 0 | 45-49  | 12          |       |       |       |       |          |
| 12 | 40-44  | 0           |       |       |       |       |          |
| 4 | 35-39  | 12          |       |       |       |       |          |
| 8 | 30-34  | 0           |       |       |       |       |          |
| 8 | 25-29  | 4           |       |       |       |       |          |
| 8 | 20-24  | 0           |       |       |       |       |          |
| 8 | 15-20  | 0           |       |       |       |       |          |
| 4 | 10-14  | 4           |       |       |       |       |          |
| 0 | 5-9    | 8           |       |       |       |       |          |
| 4 | 0-4    | 0           |       |       |       |       |          |

## Економіка
2010 року серед 120 осіб працездатного віку (15—64 років) 85 були активними, 35 — неактивними (показник активності 70,8%, у 1999 році було 69,9%). З 85 активних мешканців працювало 79 осіб (51 чоловік та 28 жінок), безробітними було 6 (2 чоловіки та 4 жінки). Серед 35 неактивних 2 особи були учнями чи студентами, 19 — пенсіонерами, 14 були неактивними з інших причин.

У 2010 році у муніципалітеті числилось 103 оподатковані домогосподарства, у яких проживали 202,0 особи, медіана доходів виносила 15 469 євро на одного особоспоживача.